# Jamie Morgan
Jamie Morgan (ur. 8 czerwca 1971 w Sydney) – australijski tenisista, reprezentant w Pucharze Davisa.

## Kariera tenisowa
Kariera zawodowa praworęcznego (bekhend jednoręczny) Morgana przypadła na lata 1990–1996, ale już w 1989 debiutował w wielkoszlemowym Australian Open, przegrywając w 1 rundzie z Jeremym Batesem.
Pierwsze sukcesy odniósł w 1992 roku, dochodząc do 2 finałów turniejowych w cyklu ATP World Tour. W Schenectady pokonał m.in. Marka Woodforde, Paula Haarhuisa i Emilio Sáncheza, a przegrał z Wayne'em Ferreirą, a w finale w Tajpej uległ Jimowi Grabbowi.
W 1993 roku był w 3 rundzie Australian Open (porażka z Guyem Forgetem). Na turnieju w londyńskim Queen’s Clubie na nawierzchni trawiastej, pokonał Marka Woodforde, Stefana Edberga (nr 3. ATP), a poniósł w półfinale porażkę z Michaelem Stichem (nr 9. ATP). Na Wimbledonie pokonał Andrieja Czesnokowa, by ulec w 2 rundzie zmierzającemu po pierwszy z siedmiu tytułów mistrzowskich Pete'owi Samprasowi. Na US Open Australijczyk awansował do 4 rundy, eliminując m.in. w 3 rundzie Carlosa Costę i w kolejnym meczu zmierzył się z Wallym Masurem. Masur wygrał mecz 3:6, 4:6, 6:3, 6:4, 7:5, mimo iż Morgan w piątym secie prowadził 5:0 i miał piłkę meczową, przy której popełnił niewymuszony błąd forhendowy.
W 1994 roku był w finale w Coral Springs (porażka z Luizem Mattarem), a w Queen’s Clubie doszedł do ćwierćfinału, eliminując m.in. Michaela Sticha (wiceliderowi rankingu światowego). Ostatnim znaczącym wynikiem Morgana był ćwierćfinał turnieju w Sydney w styczniu 1995 roku, gdzie pokonał Thomasa Mustera (triumfatora French Open kilka miesięcy później).
W grze podwójnej najlepszymi wynikami tenisisty australijskiego są 3 półfinały turniejów ATP World Tour (dwukrotnie w Newport na trawie i w New Haven na nawierzchni betonowej).
W 1994 roku Morgan został powołany do reprezentacji w Pucharze Davisa i wystąpił w meczu z Rosją – pokonał Aleksandra Wołkowa, a przegrał z Jewgienijem Kafielnikowem.
W rankingu gry pojedynczej najwyżej był na 52. miejscu (23 sierpnia 1993), a w klasyfikacji gry podwójnej na 122. pozycji (21 sierpnia 1995).

### Finały w turniejach ATP World Tour
| Legenda                                      |
| -------------------------------------------- |
| Wielki Szlem                                 |
| Igrzyska olimpijskie                         |
| Tennis Masters Cup / ATP Finals              |
| ATP Masters Series / ATP Tour Masters 1000   |
| ATP International Series Gold / ATP Tour 500 |
| ATP International Series / ATP Tour 250      |

#### Gra pojedyncza (0–3)
| Końcowy wynik | Nr | Data                 | Turniej       | Nawierzchnia    | Przeciwnik     | Wynik finału     |
| ------------- | -- | -------------------- | ------------- | --------------- | -------------- | ---------------- |
| Finalista     | 1. | 30 sierpnia 1992     | Schenectady   | Twarda          | Wayne Ferreira | 2:6, 7:6(5), 2:6 |
| Finalista     | 2. | 25 października 1992 | Tajpej        | Dywanowa (hala) | Jim Grabb      | 3:6, 3:6         |
| Finalista     | 3. | 15 maja 1994         | Coral Springs | Twarda          | Luiz Mattar    | 4:6, 6:3, 3:6    |